# Low Angerton
Low Angerton är en ort i civil parish Hartburn, i grevskapet Northumberland i England. Orten är belägen 11 km från Morpeth. Low Angerton var en civil parish 1866–1955 när det uppgick i Hartburn. Civil parish hade 47 invånare år 1951.